# Фестиваль етнічної моди Аристократична Україна

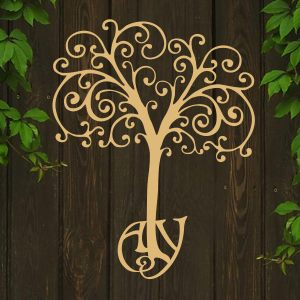
Логотип фестивалю "Аристократична Україна"

Етно-фешн-шоу «Аристократична Україна»— щорічний всеукраїнський фестиваль етнічного та стилізованого одягу та аксесуарів.
Проводиться в історико-культурному комплексі «Замок-музей Радомисль» (Радомишль на Житомирщині) в останні вихідні липня.
Фестиваль був започаткований Ольгою Богомолець 2016 року. За задумом організаторки, метою фестивалю є відродження української історії, культури, національних  традицій. Крім того, фестиваль спрямований на  розвиток культурної дипломатії між етносами й національними меншинами, що вважають своєю батьківщиною Україну, та представниками народів, що проживають на території України.

## Особливості
«Аристократична Україна»— всеукраїнське фешн-шоу в стилі етно. Його специфіка полягає в демонстрації одягу та аксесуарів як сучасних, створених за народними мотивами, так і автентичних, що були у вжитку сто і більше років тому в різних землях України та є частиною музейних та приватних родинних колекцій.
До демонстрації українського етнічного і стилізованого одягу на «Аристократичній Україні» не залучаються професійні моделіі. Моделями виступають звичайні жінки та дружини загиблих захисників України. 
Серед тих, хто презентували глядачам одяг та аксесуари, створені за народними мотивами, та автентичне вбрання, що було у вжитку понад сто років тому, – матері загиблих воїнів АТО та дружини захисників України, лікарки, вчительки, науковиці, культурологині, волонтерки, учасниці АТО – загалом понад 150 чоловіків та жінок з усіх куточків України.
В етно-фешн-шоу «Аристократична Україна» беруть участь дизайнерські осередки, майстерні й торгові марки, а також індивідуальні виробники та краєзнавчі музеї з усієї України. На фестивалі також виступають музичні колективи, які виконують музику етно і фолк .

## Історія

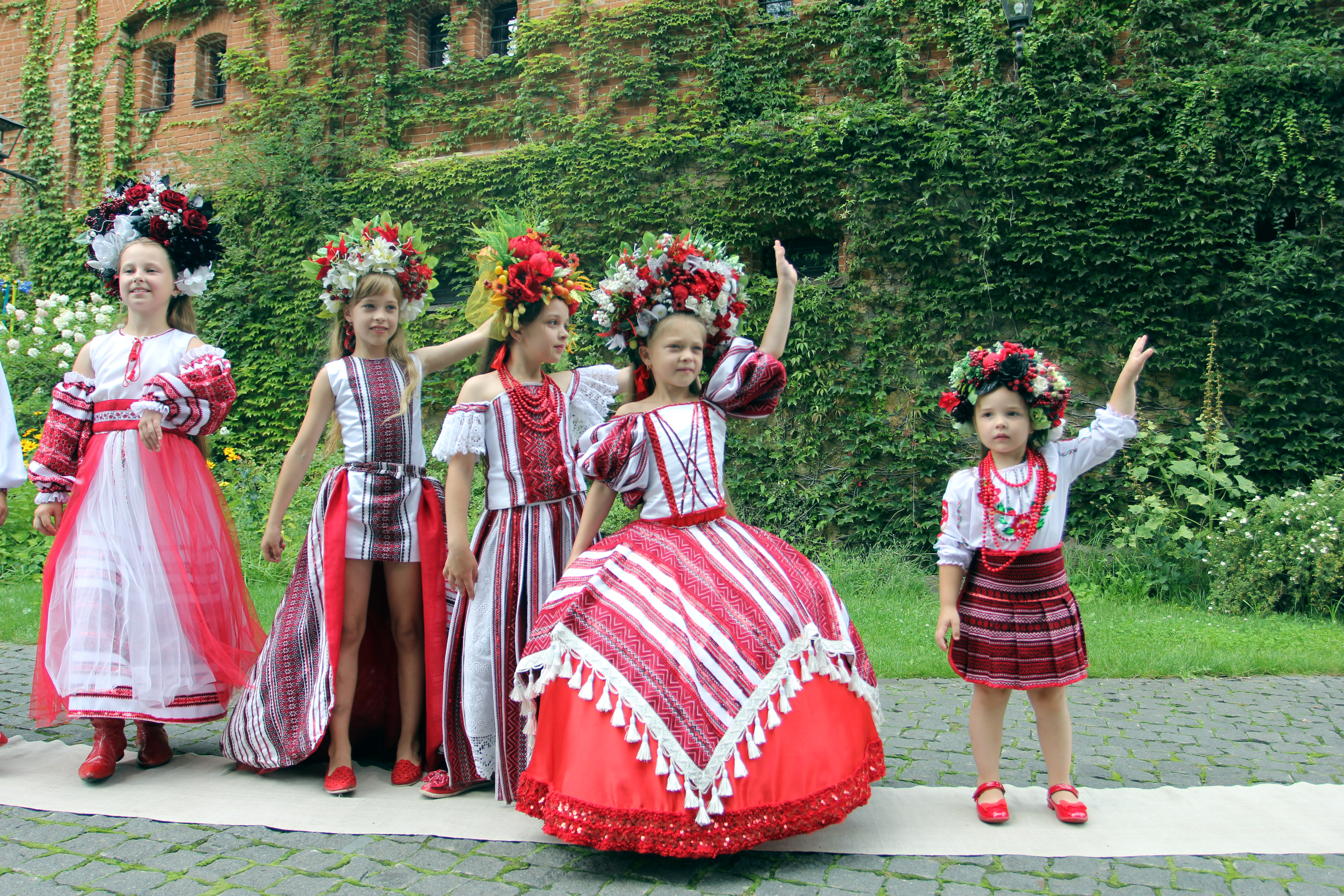
Діти-учасники ІІІ Всеукраїнського етно-фешн-шоу "Аристократична Україна". 2018 р. Радомишль, Україна

Перший фестиваль «Аристократична Україна» відбувся 30 липня 2016 року. Окрім українських дизайнерів, національні вбрання своїх народів презентували представники польської меншини в Україні. Колекції національного одягу своїх країн надали також працівники дипломатичного корпусу Малайзії та Південної Кореї .
Другий фестиваль проходив 22 липня 2017 року. Цього разу був помітний ухил в бік високої моди з елементами етно. Крім того, в рамках культурного проекту Ради Європи Via Regia, членом якого є «Замок-музей Радомисль», була представлена колекція литовського національного одягу .
Третій Всеукраїнський фестиваль етнічного та стилізованого одягу відбувся 28 липня 2018 року. Особливістю його було те, що вперше частиною його програми став показ кримсько-татарського традиційного одягу, а також ісламської моди.
Починаючи з третього фестивалю, оргкомітет починає нагороджувати його учасників призами в різних номінаціях. За результатами глядацького голосування були визначені виробники найкращого аксесуара, найкращого відтворення українського вбрання та найкращого сучасного стилізованого українського вбрання. Переможницями були визнані відповідно дизайнери Наталія Гладій з Житомира, Наталія Сиворакша з Борисполя та Ірина Ковальова з Дніпра. 
Четвертий фестиваль проходив 27 липня 2019 року. На ньому були представлені зразки дитячої моди, колекції за давньоруськими та давньослов'янськими мотивами. Був також представлений проєкт "Гадяцька сорочка", в якому взяли участь вишивальниці з різних куточків України, зайняті відродженням цієї специфічної деталі жіночого одягу на Полтавщині. 
Цей проєкт (керівниця — дизайнерка Тетяна Зез із Києва) отримав приз фестивалю "Аристократична Україна" за реконструкцію історичного вбрання. В номінації "Кращий стилізований сучасний український одяг" були відзначені роботи київської дизайнерки Олени Бугаєвої (Вишиванки). Приз глядацьких симпатій відійшов житомирянці Наталії Гладій, котра в рамках фестивалю представила власне етно-фешн-шоу «ІНАННА». Спеціальний приз від оргкомітету фестивалю отримала колекція Наталії Сиворакші, створена за давньоруськими мотивами.
У показі мод на "Аристократичній Україні-2019" взяли участь 148 моделей різного віку — від 5 до 60 років.
В 2020 році фестиваль не проводився, зважаючи на коронавірусну пандемію.
В 2021 році проведення "Аристократичної України" попередньо планувався на 25 вересня.